# Валтер Тейссен
Валтер Тейссен (нід. Walter Thijssen, 28 вересня 1877 — 3 липня 1943) — нідерландський академічний веслувальник.
Бронзовий призер Олімпійських Ігор 1900 року в складі вісімки.